# 이와이 다쿠로
이와이 다쿠로(일본어: 岩井 琢朗, 2002년 11월 27일~)는 일본의 축구 선수이다.

## 구단 경력
그는 2024년 J2리그의 제프 유나이티드 지바에 입단했다.